# بيني تيت
بيني تيت (بالإنجليزية: Bennie Tate) هو لاعب كرة قاعدة أمريكي، ولد في 3 ديسمبر 1901 في يتويل في الولايات المتحدة، وتوفي في 27 أكتوبر 1973 في ويست فرانكفورت في الولايات المتحدة.

## وصلات خارجية
- بيني تيت على موقعبيزبول رفرنس.كوم (الدوري الرئيسي) (الإنجليزية)
- بيني تيت على موقعبيزبول رفرنس.كوم (الدوري الثانوي) (الإنجليزية)
- بيني تيت على موقع جمعية أبحاث البيسبول الأمريكية (الإنجليزية)